# The Buckaroos
The Buckaroos sono stati un gruppo musicale
statunitense di genere country, guidato da Buck Owens.

## Discografia parziale
- I Don't Care (1964)
- America's Most Wanted Band (1967)
- Strike Again (1967)
- A Night on the Town (1968)
- Meanwhile Back at the Ranch (1968)
- Anywhere U.S.A. (1969)
- Roll Your Own (1969)
- Rompin' and Stompin' (1970)
- Boot Hill (1970)